# Сагайдак (Шишацкий район)
Сагайдак (укр. Сагайдак) — село, Сагайдакский сельский совет, Шишацкий район, Полтавская область, Украина.
Код КОАТУУ — 5325784601. Население по переписи 2001 года составляло 1104 человека.
Является административным центром Сагайдакского сельского совета, в который, кроме того, входят сёла Дмитровка, Кирпотовка, Лещаны, Луци, Принцево, Салимовщина и Чернобаи.

## Географическое положение
Село Сагайдак находится в 6-и км от правого берега реки Говтва, в 1-м км от села Белаши, примыкает к сёлам Чернобаи и Дмитровка. По селу протекает пересыхающий ручей с запрудой. Через село проходят автомобильная дорога Т-1720 и
железная дорога, станция Сагайдак.

## Экономика
- ООО «Пасипол».
- ЗАО «Сагайдак-Агро».
- Сагайдакское хлебоприёмочное предприятие.

## Объекты социальной сферы
- Школа.

## Достопримечательности
- Братская могила советских воинов.
- Могила героя русско-японской войны генерал-майора А. Г. Пащенко.